# ビッグワイド60分
『ビッグワイド60分』（ビッグワイドろくじゅっぷん）は、1974年10月14日から1975年9月22日までNET（現：テレビ朝日）系列の月曜20:00 - 20:55（JST）に放送された単発特別番組枠の名称である。
企画・制作は渡辺プロダクション。

## 概要
前番組『ビッグスペシャル』をリニューアルした番組。今回は公会堂での公開放送に限定され、『ビッグスペシャル』の様に海外ロケを行う事は全く無く、更に土居まさる・児島美ゆき・前川清（内山田洋とクール・ファイブ）を司会に迎えるなど、単発特別番組枠とバラエティ番組の中間的な内容となっている。出演者も『ビッグスペシャル』同様、ザ・ドリフターズを中心にした渡辺プロ所属の芸能人が多数を占めた。
内容は『ビッグスペシャル』から引き継いだ「氷上大会」や「ちびっこものまね選手権」などを中心に、様々な企画を揃えた。特に「ちびっこものまね」は好評で、当番組継続中の1974年12月30日（月曜。ただし当番組扱いはされず）の19:00 - 20:55に特別番組『ちびっこものまね紅白歌合戦』として独立、終了後には同年7月と12月にも放送、そして翌1976年に『水曜スペシャル』が開始すると、春大会と夏大会を同枠で放送、冬大会は引き続き月曜に放送される様になった。

## 出演者
司会
- 土居まさる
- 児島美ゆき
- 前川清

主な出演者
- ザ・ドリフターズ
- キャンディーズ
- フィンガー5
- ずうとるび
- 内山田洋とクールファイブ
- スクールメイツ

ほか

- 振付担当：西条満

## 放送された企画
- ドリフの宙づり大爆発!
- 全日本ちびっこものまね選手権
- ドリフ・24段の石段にジープで挑戦
- ファン対抗ものまね歌合戦
- 世紀のビックリどっきり大会!
- スター家族ジェスチャー歌合戦
- 年忘れスター爆笑オンステージ
- スター対抗歌の球宴
- おめでとう!スターと遊ぼう大サーカス
- ほんものそっくり決定版
- 全日本ちびっこ歌謡ドラマ大会
- オールスター氷上芸能大会（2月17日。19:30 - 20:55）
- スター親子そろって初泳ぎ!
- ずうとるびはこれだ!
- 春だ!がんばれドリフターズ!（3月31日。20:00 - 21:55。後述する新ネットワーク誕生記念番組）
- フィンガー5対ずうとるび
- ずうとるびのスケバン学園にトラが出た!（『ドカンと一発』後期で行われる「トラ地獄」の元祖）
- ドリフの空手道場
- ずうとるびとキャンディーズの初恋の人
- はじめまして!爆笑芸能大会
- 四谷怪談・心霊の世界
- UFOの噂を探る
- 花嫁花婿大会
- ドリフ・ひろみのジェスチャー歌合戦

## ネットについて
- 近畿広域圏では、1975年3月24日までは毎日放送で放送され、翌週の3月31日からは、同日に行われた腸捻転解消により、朝日放送に変更された。そのため、それまで朝日放送で放送された『ナショナル劇場』は、新たに毎日放送で当番組に代わって放送されることとなり、『ナショナル劇場』→『パナソニック ドラマシアター』→『月曜ミステリーシアター』と経て2015年3月まで40年間ドラマを放送、4月からは『世にも不思議なランキング なんで?なんで?なんで?』(現在は『クイズ!THE違和感』)として、当番組以来40年ぶりに毎日放送でバラエティ枠が復活した。
- クロスネット局のうち同時ネットしていたのはミヤギテレビ（1975年4月以降。それまでは『ワールドプロレスリング』を遅れネットしていた）とテレビ岡山である。

## 参考資料
毎日新聞・縮刷版